# Strada statale 632 Traversa di Pracchia
La ex strada statale 632 Traversa di Pracchia (SS 632), ora strada provinciale 632 Traversa di Pracchia (SP 632), era una strada statale italiana, il cui percorso si snodava tra l'Emilia-Romagna e la Toscana. Attualmente è classificata come strada provinciale in entrambe le regioni.

## Percorso
Ha origine nella frazione di Ponte della Venturina nel comune di Alto Reno Terme dalla strada statale 64 Porrettana. Durante tutto il suo tratto emiliano risale il fiume Reno, costeggiandolo sulla sponda sinistra. Passa sulla riva destra per toccare la località di Pracchia nel comune di Pistoia, quando ormai si è arrivati in territorio toscano. Dopo aver riconquistato la riva sinistra del Reno, termina in località Pontepetri confluendo nella ex strada statale 66 Pistoiese, nel comune di San Marcello Pistoiese.

## Storia
L'arteria fece parte dell'itinerario della strada statale 64 Porrettana, dall'istituzione della stessa con la legge n. 1094 del 17 maggio 1928 sino a quando, col Regio Decreto n. 404 del 19 febbraio 1934, fu sostituita dall'attuale tracciato compreso tra Capostrada e Ponte alla Venturina.
Già contemplata nel piano generale delle strade aventi i requisiti di statale del 1959, è
solo col decreto del Ministro dei lavori pubblici del 15 luglio 1971 che viene elevata al rango di statale con i seguenti capisaldi d'itinerario: "Innesto strada statale n. 64 presso Ponte della Venturina - Pracchia - innesto strada statale n. 66 presso Pontepreti".
In seguito al decreto legislativo n. 112 del 1998, dal 2001 la gestione del tratto emiliano è passata dall'ANAS alla Regione Emilia-Romagna, che ha provveduto al trasferimento dell'infrastruttura al demanio della Provincia di Bologna; la gestione del tratto toscano è passata dall'ANAS alla Regione Toscana, che ha provveduto al trasferimento dell'infrastruttura al demanio della Provincia di Pistoia.